# Mortal
Mortal (em norueguês:  Torden) é um filme de ação norueguês de 2020, co-escrito e dirigido por André Øvredal. Ele é inspirado na mitologia nórdica e é estrelado por Nat Wolff. O filme foi lançado em 28 de fevereiro de 2020 na Noruega e distribuído pela Saban Films. O diálogo do filme é em inglês e norueguês e a maioria dos atores são noruegueses, com exceção de Wolff. A trilha sonora original do filme de Marcus Paus foi indicada para o Amanda Award.

## Elenco
- Nat Wolff como Eric[8]
- Iben Akerlie como Christine
- Per Frisch como Henrik
- Per Egil Aske como Bjørn
- Priyanka Bose como Hathaway

## Trilha sonora
A trilha sonora original de Marcus Paus foi indicada para o Amanda Award e como o indicado norueguês para o Nordic Film Music Days – Prêmio HARPA. Em uma revisão da trilha sonora de Paus, Jonathan Broxton escreveu que o trabalho "provavelmente será lembrado como o avanço de um 'novo' talento soberbo, porque se isso for uma indicação de seu trabalho, ele será enorme muito em breve." Daniel Schweiger reagiu a Mortal como "verdadeiramente chocado ao anunciar o talento sinfônico de Paus".

## Lançamento
O filme foi lançado nos cinemas em 28 de fevereiro de 2020 na Noruega e 6 de novembro de 2020 nos Estados Unidos. Foi lançado pela Lionsgate Home Entertainment em 10 de novembro de 2020.

## Recepção
Mortal arrecadou US$ 126.068 em todo o mundo, contra um orçamento de produção de cerca de US$ 7,4 milhões. No agregador de críticas Rotten Tomatoes, o filme tem 56% de aprovação com base em 34 críticas, com média de 5,7/10. No Metacritic, o filme tem uma classificação de 20/100, com base em 5 críticos, indicando "críticas geralmente desfavoráveis".